# Бирма (река)
Бирма — река в центральной части Амурской области, на севере Зейско-Буреинской равнины, левый приток Зеи. Длина реки — 150 километров, площадь бассейна — 2310 км².
Река берёт начало на юго-востоке Мазановского района, на возвышенном участке восточной периферии Зейско-Буреинской равнины, в зоне хвойно-широколиственных лесов, в 27 километрах к востоку от села Маргаритовка. Течёт на запад, по направлению к левому берегу реки Зея, по широкой, заболоченной долине. Русло реки извилистое, течение медленное. В верхнем и среднем течении ширина реки не превышает 50 метров. В нижнем течении река становится менее поворотливой и извилистой, ширина доходит до 100—150 метров.
Долина реки заселена, вблизи её берегов расположено более десятка сёл Мазановского района и одно село Серышевского района. Наиболее крупные из них: Красноярово (в 500 метрах к югу от устья), Сапроново, Маргаритовка, Дмитриевка.
Предположительно название реки произошло от эвенкийского бирая — «большая река» либо бириями — «река».

## Притоки
Объекты перечислены по порядку от устья к истоку.
- 14 км: река без названия
- 98 км: Гош
- 126 км: река без названия